# Јусићи (Шипово)
Јусићи су насељено мјесто у општини Шипово, Република Српска, БиХ. Према попису становништва из 1991. у насељу је живјело 162 становника.

## Становништво
Према попису становништва из 1991. године, мјесто је имало 162 становника.
| Националност | 1991.        | 1981. | 1971. |
| Срби         | 161 (99,38%) |       |       |
| Хрвати       | 1 (0,62%)    |       |       |
| Укупно       | 162          | '     | '     |